# Molli Chwat
Molli Chwat (ur. 1888 w Białymstoku, zm. 1979 w Paryżu) – polski i francuski malarz pochodzenia żydowskiego, przedstawiciel École de Paris.

## Życiorys
Studiował w Cesarskiej Akademii Sztuk Pięknych w Petersburgu. Po jej ukończeniu w 1906 r., jakoby za radą swojego wykładowcy Ilji Riepina, wyjechał by kontynuować naukę w Paryżu. Od 1910 r. mieszkał w Rosji, następnie od 1918 lub 1925 przebywał w Paryżu i studiował w École des Beaux-Arts. Po wybuchu II wojny światowej wyjechał do Casablanki, do Paryża powrócił w 1945 r. Był uczestnikiem wystaw organizowanych w Salonie Jesiennym w latach 1952–1968, Salonie des Beaux Arts w 1956 r. Wystawy indywidualne Molliego Chwata odbywały się m.in. w Paryżu w Galerii Zak w latach 1951–1952, w Galerii Montmorency w 1958, w Brukseli w 1953, Nancy w 1954, w Saarbrücken w 1955 r.

## Twórczość
Molli Chwat tworzył głównie pejzaże, martwe natury, rzadziej portrety, a po II wojnie światowej malował również sceny biblijne. W Polsce jego twórczość jest nieznana.